# Зміїногорськ
Зміїного́рськ (рос. Змеиногорск) — місто, центр Зміїногорського району Алтайського краю, Росія. Адміністративний центр Зміїногорського міського поселення.

## Населення
Населення — 10955 осіб (2010; 11625 у 2002).